# Britha incertalis
Britha incertalis là một loài bướm đêm trong họ Erebidae.